# Красный Сад (Ростовская область)
Красный Сад — посёлок в Азовском районе Ростовской области.
Входит в состав Красносадовского сельского поселения, являясь его административным центром.

## История
Совхоз «Красный Сад» организован в декабре в 1932 году как специализированное плодовое хозяйство. Основными видами продукции совхоза были плоды, ягоды, фруктовые консервы. Совхоз ежегодно проводил реконструкцию сада перспективными сортами отечественной и зарубежной селекции. Совхоз внедрял передовые приемы организации труда, механизацию производственных процессов, новшества достижений науки и передовой опыт. 
За результаты своей деятельности коллектив совхоза неоднократно награждался переходящим Красным знаменем Минпищепрома СССР и ЦК Профсоюза рабочих пищевой промышленности. По итогам работы в 9-й пятилетке коллектив был награждён орденом «Знак Почета».
В 2005 году производство стало называться ООО Агрофирма «Красный Сад».
В 2023 году было принято решение присоединить территорию КП "Красный Сад" к основному посёлку Красный Сад.

## География
Расположен в 40 км (по дорогам) восточнее районного центра — города Азова. Посёлок находится в окрестностях Батайска.

### Улицы
| - пер. 2 Отделение - пер. 4 Отделение - улица Вишневая - улица Заводская - улица Лунева - улица Мичурина - Улица Малая - улица Строителей - улица Тургенева - улица Центральная | - улица Пушкина - улица Лермонтова - улица Победы - улица Шолохова - улица Есенина - улица Крылова - улица Чехова - улица Павловой | - улица Стадионная - улица Жукова - улицы Королева - улица Зелёная - улица Садовая - улица Цветочная - улица Луговая - улица Молодёжная | - улица Рубиновая - улица Алмазная - улица Изумрудная - улица Южная - улица Малахитовая - улица Светлая - улица Янтарная - улица Удачная |

## Население
| 1989 | 2002  | 2010  | 2021  |
| ---- | ----- | ----- | ----- |
| 1936 | ↗2127 | ↗2857 | ↗4732 |

## Достопримечательности
- Церковь Царственных Страстотерпцев.
- Дом культуры Красный сад (СДК)